# Mangli (Kaliangkrik)
Mangli is een bestuurslaag in het regentschap Magelang van de provincie Midden-Java, Indonesië. Mangli telt 1858 inwoners (volkstelling 2010).